# آمبر هيرد
آمبر لورا هيرد (بالإنجليزية: Amber Heard)(مواليد 22 أبريل 1986)، هي ممثلة أمريكية. بدأت مسيرتها بأول دور بطولة في فيلم الرعب جميع الأولاد يحبون ماندي لاين (2006)، ثم لعبت أدوارًا رئيسية في أفلام مثل الجناح (2010)، قيادة غاضبة (2011)، وحقول لندن (2018). كما شاركت بأدوار مساندة في عدة أفلام منها: باينابل إكسبريس (2008)، لا تتراجع أبدًا (2008)، عائلة جونز (2009)، مذكرات الروم (2011)، جنون العظمة (2013)، ماشيتي تقتل (2013)، ثلاثة أيام للقتل (2014)، ماجيك مايك إكس إكس إل (2015)، والفتاة الدنماركية (2015).
بين عامي 2017 و2023، أدّت هيرد دور ميرا في أفلام عالم دي سي السينمائي، ومنها: فرقة العدالة (2017)، أكوامان (2018)، وأكوامان والمملكة المفقودة (2023). كما ظهرت في عدد من المسلسلات التلفزيونية، مثل دراما المراهقين أسرار خفية (2007) التي عُرضت على قناة ذا سي دبليو، ومسلسل الخيال الوقوف الأخير (2020–2021) على منصة باراماونت+.
في عام 2016، بدأت هيرد العمل التطوعي مع الاتحاد الأمريكي للحريات المدنية بصفة سفيرة فنية؛ وهي صفة تُمنح للأفراد الذين يدافعون عن الحقوق المدنية والحريات. كما شغلت منصب سفيرة حقوق الإنسان لدى مكتب مفوض الأمم المتحدة السامي لحقوق الإنسان.
تزوجت هيرد من الممثل جوني ديب بين عامي 2015 و2016. وبعد طلاقهما، تبادل الطرفان الاتهامات بالعنف المنزلي وخاضا قضيتين طويلتين وشهيرتين بالتشهير؛ الأولى أمام القضاء البريطاني في قضية ديب ضد مجموعة نيوس غروب، حيث حكمت المحكمة بأن ديب ارتكب أعمال عنف منزلي ضد هيرد، والثانية في الولايات المتحدة في قضية ديب ضد هيرد التي أُدينت فيها هيرد بتهمة التشهير بديب.

## النشأة
وُلدت آمبر لورا هيرد في 22 أبريل 1986 في أوستن، ولاية تكساس، وكانت الابنة الوسطى من بين ثلاث شقيقات. والدتها، باتريشيا بيج (بارسونز سابقًا)، كانت باحثة في مجال الإنترنت (1956–2020)، ووالدها، ديفيد كلينتون هيرد (مواليد 1950)، كان يملك شركة مقاولات. عاشت الأسرة في ضواحي مدينة أوستن.
كان والدها يُدرّب الخيول في أوقات فراغه، وقد نشأت آمبر على ركوب الخيل والصيد وصيد الأسماك برفقته. شاركت أيضًا في مسابقات الجَمال خلال طفولتها، لكنها صرّحت لاحقًا بأنها لم تعد تؤيد تسليع المرأة.
نشأت هيرد على الديانة الكاثوليكية، لكنها بدأت تُعرّف نفسها كملحدة في سن السادسة عشرة بعد وفاة صديقتها المقرّبة في حادث سيارة. وفي العام التالي، شعرت بعدم الارتياح في بيئة محافظة ومتدينة تخشى الله، فتركت مدرستها الثانوية الكاثوليكية وانتقلت إلى لوس أنجلوس لتبدأ مسيرتها في التمثيل. وقد حصلت لاحقًا على شهادة الدراسة الثانوية من خلال برنامج تعليم منزلي.

## المسيرة المهنية

### 2003–2007: الأدوار الأولى
شملت الأعمال التمثيلية الأولى لآمبر هيرد ظهورها في فيديوهين موسيقيين، هما ها هي حياتي تذهب لكيني تشيزني، ولم أكن مستعدة لفرقة آيسلي، بالإضافة إلى أدوار مساندة صغيرة في مسلسلات تلفزيونية مثل جاك وبوبي (2004)، والجبل (2004)، وذا أو.سي (2005). ظهرت لأول مرة في السينما من خلال دور بسيط في فيلم الدراما الرياضية أضواء ليلة الجمعة (2004)، وتبِع ذلك أدوار مساندة قصيرة في أفلام مثيرون حتى الموت (2005)، والبلد الشمالي (2005)، وآثار جانبية (2005)، وثمن الدفع (2006)، والكلب ألفا (2006)، ودَوَر (2007)، بالإضافة إلى ظهور كضيفة شرف في حلقة من مسلسل الجريمة والإثارة عقول إجرامية. نالت هيرد أول دور بطولة في فيلم الرعب غير التقليدي كل الأولاد يحبون ماندي لين، والذي عُرض لأول مرة في مهرجان تورونتو السينمائي الدولي عام 2006، لكنه لم يُعرض في أوروبا حتى عام 2008، ولا في الولايات المتحدة حتى عام 2013 بسبب مشاكل في التوزيع.
في عام 2007، أدّت هيرد دور الحبيبة في مسلسل المراهقين الدرامي نخيل مخفية الذي عرضته شبكة سي دبليو كبديل لإعادة عرض مسلسلات أخرى موجهة للمراهقين خلال الصيف. وفي العام نفسه، ظهرت أيضاً في الفيلم القصير اليوم 73 مع سارة، وفي الدراما المراهقين تذكّر تلك الأيام، وفي حلقة من مسلسل كاليفورنيكيشن على شبكة شوتايم.

### 2008–2016: الاعتراف الواسع

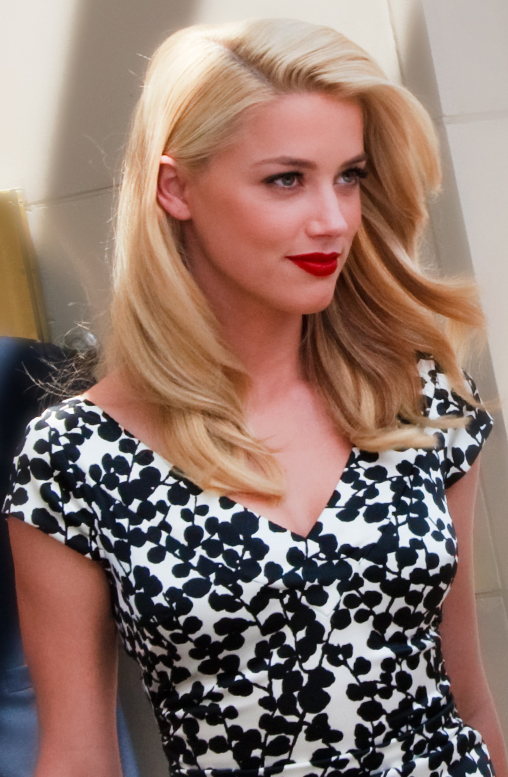
هيرد في مهرجان تورنتو السينمائي الدولي لعام 2009

حققت هيرد شهرة واسعة عام 2008 من خلال أدوار مساندة في فيلم الكوميديا أناناس إكسبريس، من إنتاج جاد أباتاو، وفيلم الدراما والفنون القتالية لا تتراجع أبدًا. كما ظهرت ضمن طاقم تمثيلي جماعي في اقتباس لرواية المُخْبِرون للكاتب بريت إيستون إيليس (2008). وفي العام التالي، لعبت دور البطولة إلى جانب ديفيد دوشوفني وديمي مور في فيلم عائلة جونز (2009)، وقد كتبت مجلة فاريتي أن هيرد تسرق الأضواء من مور إلى حد كبير. وخارج ظهور قصير في فيلم الرعب الناجح تجارياً أرض الزومبي (2009)، كانت أفلام هيرد الأخرى خلال تلك الفترة إما من الأفلام المستقلة التي لم تُعرض إلا بشكل محدود في دور السينما مثل القاتلات (2009)، ونهر لماذا (2010)، ووسيحل الظلام قريبًا (2010)، أو أفلام رعب لاقت نقدًا سلبيًا مثل زوج الأم (2009)، والجناح (2010).
صدر أول أفلام هيرد في عام 2011 بعنوان القيادة الغاضبة، وهو فيلم إثارة خارق للطبيعة شاركت فيه البطولة مع نيكولاس كيج. لم يحقق الفيلم نجاحًا تجاريًا، لكن الناقد روجر إيبرت كتب أنها قدّمت أقصى ما يمكن تقديمه في دورها كنادلة تنخرط في مهمة رجل ميت لإنقاذ ابنته من طائفة. في مطلع 2011، ظهرت هيرد أيضًا في برنامج السيارات البريطاني توب غير كضيفة تقود سيارة اقتصادية، وحلّت في المرتبة 33 من أصل 41 في لوحتهم التصنيفية. ثم شاركت في مسلسل الجريمة نادي البلاي بوي على شبكة إن بي سي، الذي تدور أحداثه في شيكاغو الستينيات. أُلغي المسلسل بعد عرض ثلاث حلقات فقط بسبب تقييمات ضعيفة واحتجاجات من جماعات نسوية ومحافظة. أما ثالث أدوارها في عام 2011 فكان دور الحبيبة لبطل الفيلم جوني ديب في اقتباس رواية مذكرات الروم (2011) للكاتب هنتر س. طومسون. لم يحقق الفيلم نجاحًا تجاريًا، إذ بلغت إيراداته 30 مليون دولار مقابل ميزانية قدرها 45 مليون دولار، وتلقّى مراجعات مختلطة. وفي عام 2011، ظهرت هيرد في حملة إعلانية لعلامة الأزياء غِس.
تابعت هيرد أدوارها في أفلام جنون العظمة (2013)، وماشيتي يقتل (2013)، وشراب (2013). وشهد ذلك العام أيضًا العرض الأمريكي المحدود لفيلم كل الأولاد يحبون ماندي لين، ووصفت صحيفة لوس أنجلوس تايمز أداءها في الفيلم بأنه الأكثر تحديدًا لهويتها حتى الآن، كما وصفته صحيفة واشنطن بوست بأنه ذو بعد نفسي مثير للاهتمام. في عام 2014، أدّت دورًا مساندًا في فيلم الإثارة 3 أيام للقتل.

### 2008–2016: الاعتراف الجماهيري

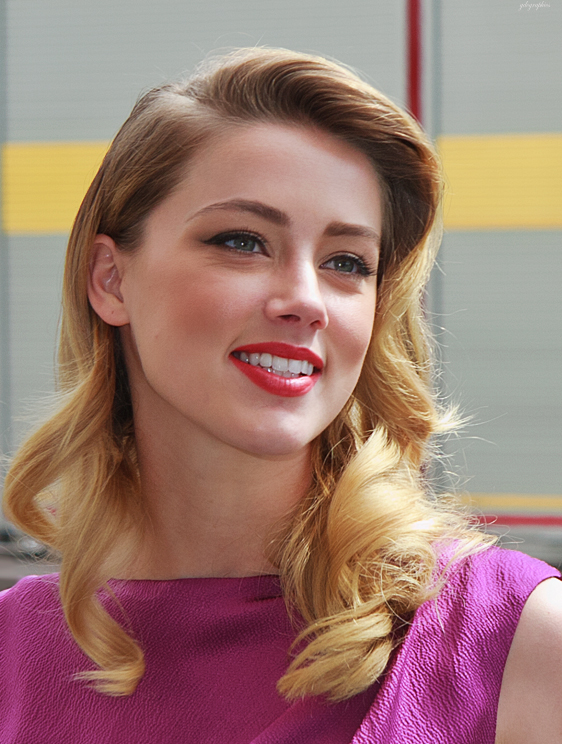
هيردفي عام 2010 في مهرجان تورنتو السينمائي الدولي

في عام 2015، أدّت آمبر هيرد دورًا بارزًا في فيلم الكوميديا والدراما ماجيك مايك إكس إكس إل، حيث جسدت شخصية الحبيبة لبطل الفيلم الذي أدّاه تشانينغ تيتوم. كما ظهرت في دور مساند صغير في دراما الفترة الزمنية الفتاة الدنماركية من إخراج توم هوبر، وشاركت بدور بطولة إلى جانب جيمس فرانكو وإد هاريس في فيلم الإثارة والجريمة المستقل مذكرات الأدرال. ورغم اعتبارها غير مناسبة تمامًا للدور، أُشيد بأدائها الذي عكس إمكانات لافتة وسعيًا جادًا لتقديم نفسها كممثلة أكثر جدية. كما شاركت في الفيلم التلفزيوني مرة أخرى الذي عُرض على شبكة ستارز، حيث جسدت شخصية مغنية وكاتبة أغانٍ تكافح لتحقيق ذاتها، وقد خضعت لتدريبات على الغناء وتعلّمت العزف على البيانو والغيتار من أجل الدور، وقد نال أداؤها استحسان النقاد.
ظهرت هيرد أيضًا في إحدى حلقات برنامج تلفزيون الواقع الأمريكي أوفراهولين في نوفمبر 2015، حيث خضعت سيارتها من طراز موستانغ لتجديد شامل، وتضمّن العرض خدعة دُبّرت لها بمشاركة طاقم العمل وبطلب من جوني ديب.
كما أدّت هيرد دور البطولة في فيلم حقول لندن، وهو اقتباس لرواية مارتن آميس عن امرأة ذات قدرات استبصارية تدرك أنها ستُقتل. عُرض الفيلم لأول مرة في مهرجان تورونتو السينمائي الدولي عام 2015، غير أنه أُزيل لاحقًا من جدول الإصدارات بسبب خلافات بين المخرج والمنتجين، ودعاوى قانونية شملت اتهام هيرد بانتهاك التزاماتها التمثيلية والترويجية، بينما ردّت بدعوى مضادة اتهمت فيها المنتجين بانتهاك بند خاص بالعُري في عقدها. تم التوصّل إلى تسوية في سبتمبر 2018، وصدر الفيلم لاحقًا وسط انتقادات لاذعة، وقد عبّرت هيرد لاحقًا عن صعوبة تجربتها في تصوير الفيلم، وصرّحت بأنها لم تنجح في تجسيد الشخصية بالشكل الذي أرادته. تلقّى أداؤها آراء متباينة من النقاد، فرأى بعضهم أنه كان مقبولًا على الرغم من ضعف المادة الفيلمية، فيما انتقد آخرون غياب الكاريزما والغموض اللازمين للشخصية. وقد رُشّحت هيرد عن دورها في الفيلم لجائزة التوتة الذهبية لأسوأ ممثلة عام 2019.

### 2017–2023: عالم دي سي السينمائي والمشاريع الأخرى

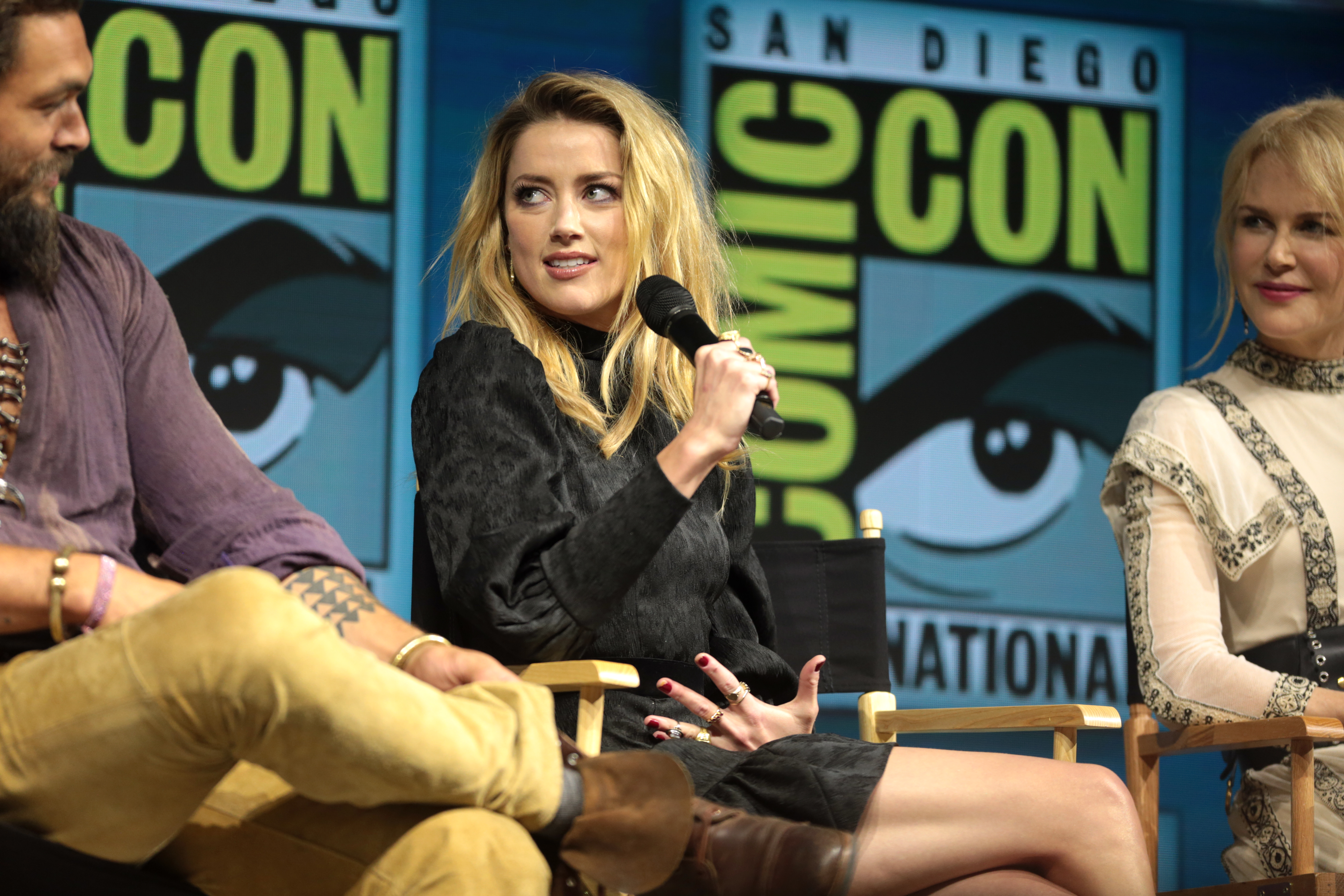
هيرد تتحدث عن فيلم الرجل المُائي (2018) في معرض سان دييغو كوميك-كون لعام 2018

في عام 2017، ظهرت هيرد في الفيلم الكوميدي المستقل أفعل... حتى لا أفعل، كما انضمت إلى عالم دي سي السينمائي من خلال دور ميرا، أميرة مملكة أتلانتية، في فيلم الأبطال الخارقين فرقة العدالة. أعادت تجسيد الشخصية في فيلم أكوامان عام 2018 إلى جانب جيسون موموا، وهو أول دور رئيسي لها في فيلم من إنتاج استوديو كبير. وأشادت هيرد بجوانب قوة واستقلالية شخصية ميرا، خصوصًا رفضها أن تُعرّف على أنها أكواوومان بدلًا من اسمها الخاص. حقق أكوامان نجاحًا تجاريًا لافتًا بإيرادات تجاوزت مليار دولار رغم التقييمات النقدية المختلطة. ووصفت بعض التقييمات أداء هيرد بأنه طريف ومنسجم مع روح أفلام الدرجة الثانية في خمسينيات القرن الماضي. وفي العام نفسه، عُيّنت هيرد سفيرة عالمية لعلامة مستحضرات التجميل لوريا باريس.
شهد عام 2019 مشاركتها في أدوار مساندة في فيلمي الدراما المستقلين رائحتها وغولي، في حين كان مشروعها الوحيد في عام 2020 هو مسلسل الوقوف، المقتبس عن رواية ستيفن كينغ، حيث أدّت شخصية نادين كروس، معلمة مدرسة من بين قلة من الناجين من وباء كارثي. عُرض المسلسل على منصة سي بي إس أول آكسس في ديسمبر 2020، واستمر حتى فبراير 2021.
في عام 2021، أعادت هيرد تجسيد شخصية ميرا في نسخة المخرج زاك سنايدر من فيلم فرقة العدالة، حيث صوّرت مشاهد جديدة خاصة بهذه النسخة.
عادت هيرد لتأدية دور ميرا في فيلم أكوامان والمملكة المفقودة عام 2023، وهو الجزء الثاني من فيلم أكوامان. واجهت مشاركتها في الفيلم جدلًا عامًا واسعًا، إذ أطلقت حملة إلكترونية تطالب بإقصائها من العمل عقب خسارة زوجها السابق جوني ديب لقضية تشهير في المملكة المتحدة واستبعاده من سلسلة أفلام الوحوش الرائعة في عام 2020. وصفت هيرد الحملة بأنها مدفوعة وممنهجة على وسائل التواصل الاجتماعي، فيما أكّد أحد المنتجين الرئيسيين للفيلم، بيتر سافران، استمرارها في المشاركة رغم الجدل. وبحلول عام 2022، كانت العريضة قد حصدت أكثر من مليوني توقيع. صرّحت هيرد لاحقًا بأنها قاتلت بشدة للبقاء في الفيلم رغم عدم رغبة القائمين عليه في ضمّها، مشيرة إلى أن مشاركتها اقتصرت على نسخة مختصرة جدًا من دورها. وذكر كلٌّ من والتر حمادة، الرئيس السابق لاستوديوهات دي سي، والمخرج جيمس وان، أن تقليص الدور جاء نتيجة تركيز الجزء الثاني على العلاقة بين شخصيتي موموا وباتريك ويلسون.
عقب صدور فيلم الرجل المائي ومملكة الضياع (2023)، لاحظ عدد من النقاد أن بعض مشاهد آمبر هيرد قد حُذفت من الفيلم، وهو ما يتماشى مع ما كانت قد صرّحت به في المحكمة. كتب أحد النقاد في موقع بيزنس إنسايدر أن رغم ادعاءات وارنر براذرز ووان، من الصعب تصديق أنه لم تكن هناك نسخة أخرى من الفيلم تظهر فيها ميرا تتعاون مع زوجها لتعقّب شقيقه، ويواجه الثلاثي بلاك مانتا.
وأشار ناقد آخر إلى أن هيرد، التي كانت من أبرز الشخصيات الجذابة في فيلم الرجل المائي، تبدو هنا وكأن جميع مشاهدها قد أُضيفت لاحقًا في مرحلة ما بعد الإنتاج، وأضاف: بالنظر إلى الطريقة الركيكة التي يتم بها حرفيًا إسكات ميرا في الفيلم... من الصعب ألا نفترض أن شخصًا مهمًا في فريق الإنتاج اعتبرها عبئًا واتخذ قرارًا ينمّ عن جبنٍ عميق ومخيّب للآمال: معاملتها وكأنها مادة مشعة.
وفي سياق مماثل، كتب ناقد آخر أن الواقع بأن دور هيرد يبدو فوضويًا وغير متقن يوحي بأن هذا لم يكن هو المخطط الأصلي. يبدو فعلًا وكأن أحدهم قد محا دورها الحقيقي ثم أُقحمت في الفيلم في اللحظات الأخيرة كمجرد فكرة طارئة، مضيفًا أن هذا يتماشى مع ادعاءات هيرد بأن دورها قد حُذف من النص الأصلي للفيلم.
وفي مقابلة أحدث، أكد دولف لاندغرين هذه الملاحظات، إذ قال: النص الأصلي كان رائعًا... كنت أؤدي دورًا أكبر، وكانت آمبر هيرد تؤدي دورًا أكبر أيضًا، معربًا عن أسفه بالقول: قررت الشركة... إعادة تصوير الكثير من المشاهد في محاولة لبناء خط حبكة مختلف قليلًا... شعرت ببعض خيبة الأمل، لكن الحياة تمضي.
أعقبت هذه التجربة عودة هيرد إلى الشاشة عبر فيلم في النار، من إخراج كونور ألين، والذي عُرض لأول مرة في مهرجان تاورمينا السينمائي في يونيو 2023، وصدرت نسخته التجارية في أكتوبر من العام نفسه.

## النشاطات الاجتماعية والسياسية
سافرت هيرد إلى الحدود بين المكسيك والولايات المتحدة مع منظمة العفو الدولية، وعملت مع المنظمة في حملة ثنائية اللغة لزيادة الوعي بسياسات الهجرة الأمريكية. دعمت حملة قف من أجل حقوق الإنسان التي أطلقتها مفوضية الأمم المتحدة السامية لحقوق الإنسان. كانت هيرد من بين المتحدثين في القمة السنوية التاسعة للخير الاجتماعي التابعة للأمم المتحدة في سبتمبر 2018. في حديثها، أكدت على مركزية الإنسان وأهمية العدالة والإنصاف كما هو متجسد في الإعلان العالمي لحقوق الإنسان. وقبل الذكرى السبعين لصياغة الإعلان، ألقت هيرد كلمة في فعالية تخيل العالم الذي نريد التي نظمها HagueTalks في أكتوبر 2018.

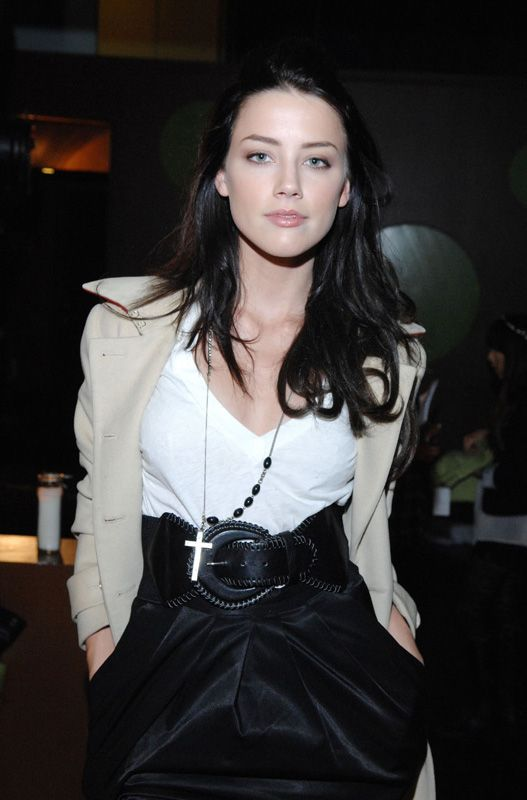
÷يرد في عام 2009

في أبريل 2018، انضمت هيرد إلى الجمعية الطبية الأمريكية السورية في مهمة طبية متعددة التخصصات إلى مخيم اللاجئين الزعتري في الأردن كسفيرة نوايا حسنة. ومنذ ذلك الحين، تعاونت مع الجمعية الطبية الأمريكية السورية للمساعدة في تمويل علاج الأطفال في المخيم المصابين بمرض الثلاسيميا. في نوفمبر 2018، زارت برامج منظمة سمايل ترين في المكسيك، حيث التقت بأطفال يعانون من شق في الشفة والحنك، وأسرهم، والأطباء. في فبراير 2019، شاركت في مهمة الجمعية إلى لبنان لمساعدة اللاجئين السوريين الذين يعيشون في فقر، وزارت المستوطنات غير الرسمية في سهل البقاع. كما تعاونت مع الجمعية لجمع التبرعات من أجل برامج الدعم النفسي والاجتماعي والتعليمية والتدريب المهني للنساء والأطفال في هذه المستوطنات.
في نوفمبر 2016، ظهرت هيرد في إعلان خدمة عامة عن العنف الأسري لمشروع #GirlGaze. تحدثت في الإعلان عن أهمية تسهيل تقديم الناجيات من العنف ضد المرأة لشكواهن والدفاع عن أنفسهن. كما أبرزت أهمية تحمل المسؤولية عن كيفية التعامل مع قضايا العنف ضد المرأة ومناقشتها في المجتمع. في رسالة نشرت في عدد ديسمبر 2016 من مجلة بورتر، خاطبت كل امرأة تعاني بصمت، مؤكدة لهن: قد لا تروننا، لكننا هناك. أخواتكم في كل مكان... ونحن معكن.
خلال فعالية الفخر والتحامل التي نظمتها مجلة The Economist في مارس 2017، سلطت هيرد الضوء على التمثيل الناقص لشخصيات مجتمع الشواذ في صناعة السينما بهوليوود. مستندة إلى قصة إعلانها عن هويتها الجنسية، أشادت بالممثلات اللاتي يتحدثن بصراحة عن ميولهن الجنسية وشجعت الرجال في الصناعة على المساعدة في تحدي الوضع الراهن. في أغسطس 2017، أنتجت هيرد فيديو قصيرًا للمجلة تحدثت فيه عن فجوة الأجور بين الجنسين والتمثيل الناقص للنساء في الصناعة. في 2018، أصبحت هيرد سفيرة للاتحاد الأمريكي للحريات المدنية، داعمة جهود المنظمة للدفاع عن العدالة في قضايا النوع الاجتماعي.
في أغسطس 2016، تعهدت هيرد بالتبرع بمبلغ 7 ملايين دولار، وهو مبلغ تسوية الطلاق بينها وبين جوني ديب، للاتحاد الأمريكي للحريات المدنية ومستشفى الأطفال في لوس أنجلوس. في نوفمبر 2016، دافعت عن هذا التعهد ضد ادعاء من TMZ — على الرغم من أن ديب لم يكمل دفع المبلغ لها بعد — بأنها لم تقدم التبرعات كما وعدت. أدرج مستشفى الأطفال في لوس أنجلوس هيرد في قائمة شرف المتبرعين للسنة المالية 2017. أكمل ديب دفع التسوية كاملة لهيرد في أكتوبر 2018. في برنامج RTL Late Night الهولندي في أكتوبر 2018، قالت هيرد إنها تبرعت بالمبلغ كاملاً للاتحاد الأمريكي للحريات المدنية ومستشفى الأطفال في لوس أنجلوس. كجزء من قضية ديب ضد مجموعة أخبار الصحف، قالت هيرد في شهادة عام 2020 إن المبلغ الكامل للتسوية تم التبرع به للأعمال الخيرية.
في يناير 2021، ذكرت صحيفة ديلي ميل ادعاءً من محامي ديب بأن هيرد لم تكمل تبرعاتها بعد. رد محامي هيرد بأن موكلته تعتزم في النهاية الوفاء بتعهدها لكنها تأخرت في ذلك لأنها اضطرت لإنفاق ملايين الدولارات بسبب دعوى ديب القضائية ضدها. خلال محاكمة ديب ضد هيرد في 2022، شهد ممثل مستشفى الأطفال في لوس أنجلوس أن هيرد قدمت للمنظمة 250,000 دولار حتى عام 2021. وأفاد المدير التنفيذي للاتحاد الأمريكي للحريات المدنية في ديسمبر 2021 أن المنظمة تتوقع استلام المبلغ على مدى عشر سنوات. حتى ذلك الحين، تم التبرع بمجموع 1.3 مليون دولار للاتحاد باسم هيرد بين 2016 و2018. شهدت هيرد أن الدفاع عن القضية كلفها أكثر من 6 ملايين دولار كأتعاب قانونية وأنها تخطط لاستئناف تبرعاتها عندما تستطيع.
في مايو 2019، ألقت هيرد خطابًا في الكابيتول هيل دعمًا لقانون SHIELD، حيث تحدثت عن تجربتها مع تسريب صورها الخاصة دون موافقتها، والتي تم الحصول عليها عبر قرصنة ضمن تسريب صور عارية للمشاهير عام 2014. كتبت هيرد مقال رأي في صحيفة نيويورك تايمز في نوفمبر 2019، اعتبرت فيه أن تسمية الانتقام الإباحي غير مناسبة بسبب عدم وجود موافقة على نشر الصور، وأكدت على أهمية تشريع الكونغرس لحماية الخصوصية في ظل فشل القوانين الولائية. في نفس الشهر، حصلت هيرد، مع نيكو تورتروللا ودار دي سي للقصص المصورة، على جائزة لنشاطهم والتزامهم تجاه الشباب المهمش من معهد هيتريك-مارتن. قبل الانتخابات الرئاسية الأمريكية لعام 2020، ظهرت هيرد في إعلان انتخابي من صنع الفنانة مارلين مينتر دعمًا لمنظمة التخطيط الأسري، وشاركت في تحدي #IDCheck الخاص بـ VoteRiders على وسائل التواصل الاجتماعي.

## الحياة الشخصية
أعلنت آمبر هيرد عن ميولها الجنسية بشكل علني في عام 2010، لكنها صرّحت بأنها لا تصنّف نفسها ضمن تسميات محددة، وقالت: «أنا أحب من أحب، والشخص هو ما يهم». كانت هيرد في علاقة مع المصورة تاسيا فان ري بين عامي 2008 و2012، وخلال هذه العلاقة غيرت هيرد اسمها قانونيًا إلى اسم فان ري قبل أن تعود إلى اسمها الأصلي عام 2014. في عام 2009، تم اعتقال هيرد بتهمة العنف الأسري في مطار سياتل-تاكوما الدولي بعد اتهامها بضرب فان ري، لكن لم تُوجه إليها تهم في المحكمة. وقد ظهر هذا الحادث في وسائل الإعلام عام 2016 خلال إجراءات طلاقها من الممثل جوني ديب، حيث أصدر مكتبها الإعلامي بيانًا أوضح فيه أن فان ري أكدت أن الاتهامات كانت خاطئة ومبالغًا فيها، وأضافت أن العلاقة بينهما شابها تحامل مبني على مواقف كارهة للنساء والمثليين.
كانت هيرد من ضحايا تسريب صور عارية لمشاهير عام 2014، حيث تم سرقة أكثر من 50 صورة شخصية لها ونشرها، مما دفعها إلى التحدث والكتابة ضد انتهاك الخصوصية.
بعد انفصالها عن جوني ديب، ارتبطت هيرد بعلاقة عاطفية مع رائد الأعمال إيلون ماسك، الرئيس التنفيذي لشركة تسلا، استمرت حوالي عام حتى أوائل 2018. كما كانت في علاقة مع الممثلة والمصورة السينمائية بيانكا بوتي من يناير 2020 حتى ديسمبر 2021.
في أبريل 2021، أنجبت هيرد طفلتها الأولى عن طريق الأم البديلة. وفي ديسمبر 2024، أعلنت عن حملها بطفلها الثاني، وفي 11 مايو 2025، كشفت عن ولادة توأم، بنت وولد. اعتبارًا من يونيو 2023، تقيم آمبر هيرد في مدينة مدريد بإسبانيا.

### العلاقة مع جوني ديب
التقت هيرد بالممثل جوني ديب لأول مرة في عام 2009 عندما تم اختيارها للعب دور في فيلم يومية الروم (2009) إلى جانبه. وفقًا للتقارير، بدأ الثنائي المواعدة في عام 2012 وتزوجا في مراسم مدنية في فبراير 2015.

### حادثة الجمارك الأسترالية
في أبريل 2015، انتهكت هيرد وديب قوانين الأمن البيولوجي في أستراليا عندما فشلا في الإعلان في الجمارك عن كلبين كانا برفقتهما عند وصولهما إلى كوينزلاند، حيث كان ديب يعمل على فيلم قراصنة الكاريبي: الموتى لا يروون حكايات (2017). في مايو 2015، تم نقل الكلبين جواً خارج البلاد قبل ساعات من موعد الإعدام الرحيم لهما. في يوليو من نفس العام، تم توجيه التهمة فقط لهيرد بسبب هذه المخالفة في القوانين.
بحلول ديسمبر 2015، تم تأجيل القضية أربع مرات، حيث وجهت هيرد محاميها لتقديم دفوع بالبراءة، وصرحت بأنها تتطلع إلى محاربة التهم الموجهة إليها. في جلسة المحكمة في أبريل 2016، اعترفت هيرد بتزوير وثائق الحجر الصحي، مشيرة إلى أنها ارتكبت الخطأ بسبب الحرمان من النوم. على الرغم من إسقاط التهم الجنائية، تم فرض كفالة حسن سلوك لمدة شهر بقيمة 1000 دولار أسترالي (752 دولار أمريكي) عليها بسبب تقديمها وثيقة مزورة؛ وأصدرت هيرد وديب فيديو اعتذر فيه عن سلوكهما وحثا الآخرين على الالتزام بقوانين الأمن البيولوجي.

### الطلاق
قدمت هيرد طلب الطلاق من ديب في مايو 2016 وحصلت على أمر تقييدي مؤقت ضده، وأصدرت بيانًا قالت فيه: خلال كامل فترة علاقتنا، كان جوني يمارس عليّ سوء المعاملة اللفظية والجسدية. تحملت سوء معاملة عاطفية ولفظية وجسدية مفرطة من جوني، شملت اعتداءات غاضبة وعدائية ومذلة وتهديدية كلما شككت في سلطته أو اختلفت معه. طلبت مبلغ 50,000 دولار شهريًا كنفقة مؤقتة بناءً على أسلوب حياتنا الزوجي. رد محامي ديب قائلاً: تسعى آمبر للحصول على تسوية مالية سابقة لأوانها بادعاء سوء المعاملة، لكنه وافق على طلبها للأمر التقييدي، قائلاً إن ديب مع ذلك ينوي الابتعاد عن آمبر وسيوافق على أوامر البقاء بعيدًا المتبادلة وأوامر السلوك الشخصي.
تم التوصل إلى مبلغ التسوية للطلاق في أغسطس 2016، وتعهدت هيرد بالتبرع بالعائدات بالتساوي بين الاتحاد الأمريكي للحريات المدنية (ACLU) ومستشفى الأطفال في لوس أنجلوس (CHLA). وسحبت طلبها للأمر التقييدي المستمر، وأصدرت هي وديب بيانًا مشتركًا قالا فيه إن علاقتهما كانت شديدة العاطفة وأحيانًا متقلبة، لكنها دائمًا ما كانت مرتبطة بالحب. لم يدِّع أي طرف اتهامات كاذبة لتحقيق مكاسب مالية. لم يكن هناك نية لإحداث ضرر جسدي أو عاطفي.
تم الاتفاق على الشروط النهائية للتسوية بحلول يناير 2017، حيث طُلب من ديب إكمال دفع 7 ملايين دولار لهيرد بحلول فبراير 2018، والمساهمة بمبلغ 500,000 دولار لتغطية أتعاب محاميها، وتسليم هيرد حق الحضانة لكلبيهما وحصان وسيارتين. احتفظ ديب بجميع أصوله العقارية و42 مركبة، ولم يتم دفع نفقة زوجية من أي من الطرفين. في شهادتها عام 2022، قالت هيرد إنه بسبب عدم وجود اتفاق ما قبل الزواج، كانت تستحق نصف أرباح ديب التي بلغت 65 مليون دولار خلال فترة الزواج لو كانت قد طلبت ذلك.

## الأعمال الفنية
| السنة | العنوان الأصلي               | العنوان بالعربية               | الدور                 | ملاحظات                |
| ----- | ---------------------------- | ------------------------------ | --------------------- | ---------------------- |
| 2023  | Aquaman and the Lost Kingdom | أكوامان ومملكة الضياع          | ميرا                  |                        |
| 2023  | In the Fire                  | في النار                       | غريس فيكتوريا بيرنهام | أيضًا منتجة منفذة       |
| 2021  | Zack Snyder's Justice League | رابطة العدالة: نسخة زاك سنايدر | ميرا                  |                        |
| 2019  | Gully                        | جولي                           | جويس                  |                        |
| 2018  | Aquaman                      | أكوامان                        | ميرا                  |                        |
| 2018  | London Fields                | حقول لندن                      | نيكولا سيكس           | صُوِّر في 2013            |
| 2018  | Her Smell                    | رائحتها                        | زيلدا إي. زيكيل       |                        |
| 2017  | Justice League               | رابطة العدالة                  | ميرا                  |                        |
| 2017  | I Do... Until I Don't        | أوافق... حتى لا أوافق          | فاني                  |                        |
| 2015  | The Danish Girl              | الفتاة الدنماركية              | أولا بولسن            |                        |
| 2015  | Magic Mike XXL               | ماجيك مايك XXL                 | زوي                   |                        |
| 2015  | One More Time                | مرة أخرى                       | جود                   |                        |
| 2015  | The Adderall Diaries         | مذكرات أديرال                  | لانا إدموند           |                        |
| 2014  | 3 Days to Kill               | ثلاثة أيام للقتل               | العميلة فيفي ديلاي    |                        |
| 2013  | Machete Kills                | ماشيتي يقتل                    | الآنسة سان أنطونيو    |                        |
| 2013  | Paranoia                     | جنون الارتياب                  | إيما جينينغز          |                        |
| 2013  | Syrup                        | شراب                           | سيكس                  | أيضًا منتجة منفذة       |
| 2011  | The Rum Diary                | مذكرات الروم                   | شينو                  |                        |
| 2011  | Drive Angry                  | قيادة غاضبة                    | بايبر                 |                        |
| 2010  | The Ward                     | الجناح                         | كريستين               |                        |
| 2010  | The River Why                | لماذا النهر                    | إيدي                  |                        |
| 2010  | And Soon the Darkness        | وقريبًا يحل الظلام              | ستيفاني               | أيضًا مشاركة في الإنتاج |
| 2009  | The Stepfather               | زوج الأم                       | كيلي بورتر            |                        |
| 2009  | Zombieland                   | أرض الزومبي                    | 406                   |                        |
| 2009  | The Joneses                  | عائلة جونز                     | جين جونز              |                        |
| 2009  | ExTerminators                | المبيدات                       | نيكي                  |                        |
| 2008  | Pineapple Express            | قطار الأناناس السريع           | أنجي أندرسون          |                        |
| 2008  | The Informers                | المخبرون                       | كريستي                |                        |
| 2008  | Never Back Down              | لا تتراجع أبدًا                 | باجا ميلر             |                        |
| 2007  | Remember the Daze            | تذكر الأيام                    | جوليا فورد            |                        |
| 2007  | Day 73 with Sarah            | اليوم 73 مع سارة               | ماري                  | فيلم قصير              |
| 2007  | Spin                         | دوران                          | أمبر                  |                        |
| 2006  | All the Boys Love Mandy Lane | جميع الأولاد يحبون ماندي لين   | ماندي لين             |                        |
| 2006  | Alpha Dog                    | الكلب ألفا                     | ألما                  |                        |
| 2006  | Price to Pay                 | ثمن يجب دفعه                   | تريش                  |                        |
| 2005  | North Country                | البلاد الشمالية                | جوزي أيمز الشابة      |                        |
| 2005  | Drop Dead Sexy               | مثيرة حتى الموت                | كاندي                 |                        |
| 2005  | Side FX                      | آثار جانبية                    | شاي                   |                        |
| 2004  | Friday Night Lights          | أضواء ليلة الجمعة              | ماريا                 |                        |

### الأدوار الرئيسية
| عام  | الاسم        | الدور        |
| ---- | ------------ | ------------ |
| 2007 | Hidden Palms | غريتا ماثيوز |
| 2013 | 3 أيام للقتل | فيفي ديلاي   |

### ضيفة
| عام  | الاسم           | الدور      | الحلقات                    |
| ---- | --------------- | ---------- | -------------------------- |
| 2004 | Jack & Bobby    | ليز        | 1x01 - Pilot               |
| 2004 | The Mountain    | رايلي      | 1x08 - A Piece of the Rock |
| 2005 | The O.C         | بائعة      | 2x15 - Mallpisode          |
| 2006 | Criminal Minds  | ليلى آرتشر | 1x18 - Somebody's Watching |
| 2007 | Californication | امبر       | 1x08 - California Son      |

## الجوائز
| عام  | النتيجة | الجائزة            | الفئة           | العمل المرشح |
| ---- | ------- | ------------------ | --------------- | ------------ |
| 2008 | فازت    | جوائز شباب هوليوود | جائزة أفضل أداء | لا يوجد      |

## ترتيب أكثر امرأة مثيرة
| عام  | العد التنازلي                              | المرتبة |
| ---- | ------------------------------------------ | ------- |
| 2008 | مجلة مكسيم أكثر 100 امرأة مثيرة عام 2008   | # 21    |
| 2008 | مجلة فور هيم أكثر 100 امرأة مثيرة عام 2008 | # 90    |
| 2009 | مجلة فور هيم أكثر 100 امرأة مثيرة عام 2009 | # 31    |
| 2009 | مجلة مكسيم أكثر 100 امرأة مثيرة عام 2009   | # 56    |

## الروابط الخارجية
- آمبر هيرد على موقع IMDb (الإنجليزية)
- آمبر هيرد على موقع ميتاكريتيك (الإنجليزية)
- آمبر هيرد على موقع روتن توميتوز (الإنجليزية)
- آمبر هيرد على موقع قاعدة بيانات الأفلام العربية
- آمبر هيرد على موقع ألو سيني (الفرنسية)
- آمبر هيرد على موقع ميوزك برينز (الإنجليزية)
- آمبر هيرد على موقع رولينغ ستون (الإنجليزية)
- آمبر هيرد على موقع تيرنر كلاسيك موفيز (الإنجليزية)
- آمبر هيرد على موقع أول موفي (الإنجليزية)
- آمبر هيرد على موقع بوكس أوفيس موجو (الإنجليزية)
- Amber Heard على موقع تي في.كوم